# FK Sloboda Užice
A Sloboda Point Sevojno (cirill írással: ФК Слобода Пoинт Ceвojнo) szerb labdarúgócsapat Užicéból. Jelenleg a  szerb első osztályban szerepel. 2010-ben a Sloboda Užice összeolvadt a Sevojno Point együttesével, és új néven folytatta élvonalbeli szereplését.

## Külső hivatkozások
- Sloboda Point Sevojno (hivatalos honlap)